# Willow Valley (Arizona)
Willow Valley – jednostka osadnicza w Stanach Zjednoczonych, w stanie Arizona, w hrabstwie Mohave.